# Richard Bohringer
Richard Bohringer (16 de janeiro de 1942) é um ator francês.